# Aliaguilla
Aliaguilla – gmina w Hiszpanii, w prowincji Cuenca, w Kastylii-La Mancha, o powierzchni 105,91 km². W 2011 roku gmina liczyła 751 mieszkańców.